# Khar-Usn
Khar-Usn (en rus: Хар-Усн) és un poble (un possiólok) de Calmúquia, a Rússia, segons el cens del 2012 no tenia cap habitant. Pertany al districte municipal de Tróitskoie.